# Ilias Iliadis
Ilias Iliadis (Achmeta, 10 november 1986) is een Grieks judoka. Iliadis werd geboren in de Sovjet-Unie maar kwam tijdens zijn gehele carrière uit voor Griekenland. Iliadis won tijdens de Olympische Zomerspelen 2004 de gouden medaille in het halfmiddengewicht, hiermee werd Iliadis op zeventienjarige leeftijd de jongste olympisch kampioen in het judo ooit. Na de Olympische Zomerspelen 2004 stapte Iliadis over naar het middengewicht. Iliadis nam in totaal viermaal deel aan de Olympische Zomerspelen. Tijdens zijn derde spelen won hij de bronzen medaille in Londen. Iliadis werd in 2010, 2011 en 2014 wereldkampioen en tweemaal Europees kampioen. De judoka mocht tijdens de Olympische Zomerspelen 2008 de Griekse vlag dragen tijdens de openingsceremonie. Iliadis beëindigde zijn carrière na de Olympische Zomerspelen van 2016. Zijn neef Zoerab Zviadaoeri werd voor Georgië olympisch kampioen in het middengewicht tijdens de Olympische Zomerspelen 2004.

## Resultaten
- Europese kampioenschappen judo 2004 in Boekarest  in het halfmiddengewicht
- Olympische Zomerspelen 2004 in Athene  in het halfmiddengewicht
- Wereldkampioenschappen judo 2005 in Caïro  in het middengewicht
- Wereldkampioenschappen judo 2007 in Rio de Janeiro  in het middengewicht
- Olympische Zomerspelen 2008 in Peking 20e in het middengewicht
- Europese kampioenschappen judo 2010 in Wenen  in het middengewicht
- Wereldkampioenschappen judo 2010 in Tokio  in het middengewicht
- Europese kampioenschappen judo 2011 in Istanboel  in het middengewicht
- Wereldkampioenschappen judo 2011 in Parijs  in het middengewicht
- Olympische Zomerspelen 2012 in Londen  in het middengewicht
- Wereldkampioenschappen judo 2013 in Rio de Janeiro  in het middengewicht
- Wereldkampioenschappen judo 2014 in Tsjeljabinsk  in het middengewicht
- Europese kampioenschappen judo 2015 in Bakoe  in het middengewicht
- Olympische Zomerspelen 2016 in Rio de Janeiro 17e in het middengewicht

1972: Toyokazu Nomura ·
1976: Vladimir Nevzorov ·
1980: Sjota Chabareli ·
1984: Frank Wieneke ·
1988: Waldemar Legień ·
1992: Hidehiko Yoshida ·
1996: Djamel Bouras ·
2000: Makoto Takimoto ·
2004: Ilias Iliadis ·
2008: Ole Bischof · 
2012: Kim Jae-bum · 
2016: Chasan Chalmoerzajev · 
2020: Takanori Nagase · 
2024: Takanori Nagase